# Фрегона (Белуно)
Фрегона (итал. Fregona) је насеље у Италији у округу Белуно, региону Венето.
Према процени из 2011. у насељу је живело 75 становника. Насеље се налази на надморској висини од 1277 м.